# Grades de l'armée sénégalaise
| Grades de l'Armée sénégalaise         | Grades de l'Armée sénégalaise                                                | Grades de l'Armée sénégalaise |
| Marine nationale                      | Armée de terre Armée de l'air Gendarmerie nationale                          |                               |
| Officiers généraux                    | Officiers généraux                                                           | Officiers généraux            |
| ------------------------------------- | ---------------------------------------------------------------------------- | ----------------------------- |
| -                                     | Général de corps d'armée                                                     |                               |
| Vice-amiral                           | Général de division                                                          |                               |
| Contre-amiral                         | Général de brigade                                                           |                               |
| Officiers supérieurs                  |                                                                              |                               |
| Capitaine de vaisseau                 | Colonel                                                                      |                               |
| Capitaine de frégate                  | Lieutenant-colonel                                                           |                               |
| Capitaine de corvette                 | Commandant                                                                   |                               |
| Officiers subalternes                 |                                                                              |                               |
| Lieutenant de vaisseau                | Capitaine                                                                    |                               |
| Enseigne de vaisseau 1                | Lieutenant                                                                   |                               |
| Enseigne de vaisseau 2                | Sous-lieutenant                                                              |                               |
| Sous-officiers et officiers mariniers |                                                                              |                               |
| Maître principal                      | Adjudant-chef                                                                |                               |
| Premier maître                        | Adjudant                                                                     |                               |
| Maître                                | Sergent-chef / MDC                                                           |                               |
| -                                     | Gendarme                                                                     |                               |
| Second maître                         | Sergent / Grades de la Gendarmerie nationale (France)#Sous-officiersgendarme |                               |
| Militaires du rang                    |                                                                              |                               |
| Quartier maître 1                     | Caporal-chef / BCH                                                           |                               |
| Quartier maître 2                     | Caporal / Brigadier                                                          |                               |
| Matelot                               | Soldat / Gendarme auxiliaire                                                 |                               |

Cet article contient une liste des grades des Forces armées du Sénégal, qui est composée de l'armée de terre, de l'armée de l'air, de la marine et de la gendarmerie. 
Le terme grade nous indique le statut d’un militaire dans la hiérarchie des armées, mais la fonction l'emporte sur le grade. En tant qu'ancienne colonie française, le Sénégal a conservé les mêmes grades et appellations que l'Armée française.
L'armée de terre permet d'exercer une action militaire sur terre et la gendarmerie est chargée de missions de police parmi les populations civiles.

## Armée de terre
Au Sénégal, les grades et appellations de l'Armée de terre sont ceux de la hiérarchie militaire générale et sont identiques à ceux de l'Armée de l'air. Les tableaux suivants présentent l'évolution des différents grades, des militaires du rang jusqu'aux Officiers généraux.
|                | Officiers subalternes | Officiers subalternes | Officiers subalternes | Officiers supérieurs | Officiers supérieurs | Officiers supérieurs | Officiers généraux | Officiers généraux  | Officiers généraux       |
| -------------- | --------------------- | --------------------- | --------------------- | -------------------- | -------------------- | -------------------- | ------------------ | ------------------- | ------------------------ |
| Code OTAN      | OF-1                  | OF-1                  | OF-2                  | OF-3                 | OF-4                 | OF-5                 | OF-6               | OF-7                | OF-8                     |
| Patte d'épaule |                       |                       |                       |                      |                      |                      |                    |                     |                          |
| Grade          | Sous-lieutenant       | Lieutenant            | Capitaine             | Commandant           | Lieutenant-colonel   | Colonel              | Général de brigade | Général de division | Général de corps d'armée |
| Abréviation    | SLT                   | LTT                   | CNE                   | CDT                  | LCL                  | COL                  | GBA                | GDA                 | GCA                      |
| Appellation    | Mon lieutenant        | Mon lieutenant        | Mon capitaine         | Mon commandant       | Mon colonel          | Mon colonel          | Mon général        | Mon général         | Mon général              |

|                | Militaires du rang | Militaires du rang | Militaires du rang | Militaires du rang | Sous-officiers subalternes | Sous-officiers subalternes | Sous-officiers supérieurs | Sous-officiers supérieurs |
| -------------- | ------------------ | ------------------ | ------------------ | ------------------ | -------------------------- | -------------------------- | ------------------------- | ------------------------- |
| Code OTAN      | OR-1               | OR-2               | OR-3               | OR-4               | OR-5                       | OR-6                       | OR-8                      | OR-9                      |
| Patte d'épaule | Pas d'insigne      |                    |                    |                    |                            |                            |                           |                           |
| Grade          | Soldat             | Soldat 1er classe  | Caporal            | Caporal-chef       | Sergent                    | Sergent-chef               | Adjudant                  | Adjudant-chef             |
| Abréviation    | SDT                | 1CL                | CAL                | CLC                | SGT                        | SGC                        | ADJ                       | ADC                       |
| Appellation    | Soldat             | Première classe    | Caporal            | Caporal-chef       | Sergent                    | Chef                       | Mon adjudant              | Mon adjudant-chef         |

## Armée de l'air
Au Sénégal, les grades et appellations de l'Armée de l'air sont ceux de la hiérarchie militaire générale et sont identiques à ceux de l'Armée de terre. Les tableaux suivants présentent l'évolution des différents grades, des militaires du rang jusqu'aux Officiers généraux.
|                | Officiers subalternes | Officiers subalternes | Officiers subalternes | Officiers supérieurs | Officiers supérieurs | Officiers supérieurs | Officiers généraux | Officiers généraux  |
| -------------- | --------------------- | --------------------- | --------------------- | -------------------- | -------------------- | -------------------- | ------------------ | ------------------- |
| Code OTAN      | OF-1                  | OF-1                  | OF-2                  | OF-3                 | OF-4                 | OF-5                 | OF-6               | OF-7                |
| Patte d'épaule |                       |                       |                       |                      |                      |                      |                    |                     |
| Grade          | Sous-lieutenant       | Lieutenant            | Capitaine             | Commandant           | Lieutenant-colonel   | Colonel              | Général de brigade | Général de division |
| Abréviation    | SLT                   | LTT                   | CNE                   | CDT                  | LCL                  | COL                  | GBA                | GDA                 |
| Appellation    | Mon lieutenant        | Mon lieutenant        | Mon capitaine         | Mon commandant       | Mon colonel          | Mon colonel          | Mon général        | Mon général         |

|                | Militaires du rang | Militaires du rang  | Militaires du rang | Militaires du rang | Sous-officiers subalternes | Sous-officiers subalternes | Sous-officiers supérieurs | Sous-officiers supérieurs |
| -------------- | ------------------ | ------------------- | ------------------ | ------------------ | -------------------------- | -------------------------- | ------------------------- | ------------------------- |
| Code OTAN      | OR-1               | OR-2                | OR-3               | OR-4               | OR-5                       | OR-6                       | OR-8                      | OR-9                      |
| Patte d'épaule | Pas d'insigne      |                     |                    |                    |                            |                            |                           |                           |
| Grade          | Aviateur           | Aviateur 1er classe | Caporal            | Caporal-chef       | Sergent                    | Sergent-chef               | Adjudant                  | Adjudant-chef             |
| Abréviation    | AVT                | AV1                 | CAL                | CLC                | SGT                        | SGC                        | ADJ                       | ADC                       |
| Appellation    | Aviateur           | Aviateur            | Caporal            | Caporal-chef       | Sergent                    | Chef                       | Mon adjudant              | Mon adjudant-chef         |

## Marine nationale
La Marine nationale sénégalaise comprend plusieurs corps d'officiers. Le tableau suivant présente l'évolution des différents grades de la Marine sénégalaise, en commençant par les militaires du rang jusqu'aux Officiers généraux.
|                | Officiers subalternes             | Officiers subalternes              | Officiers subalternes  | Officiers supérieurs  | Officiers supérieurs | Officiers supérieurs  | Officiers généraux | Officiers généraux |
| -------------- | --------------------------------- | ---------------------------------- | ---------------------- | --------------------- | -------------------- | --------------------- | ------------------ | ------------------ |
| Code OTAN      | OF-1                              | OF-1                               | OF-2                   | OF-3                  | OF-4                 | OF-5                  | OF-6               | OF-7               |
| Patte d'épaule |                                   |                                    |                        |                       |                      |                       |                    |                    |
| Grade          | Enseigne de vaisseau de 2e classe | Enseigne de vaisseau de 1re classe | Lieutenant de vaisseau | Capitaine de corvette | Capitaine de frégate | Capitaine de vaisseau | Contre-amiral      | Vice-amiral        |
| Abréviation    | EV2                               | EV1                                | LV                     | CC                    | CF                   | CV                    | CA                 | VA                 |
| Appellation    | Lieutenant                        | Lieutenant                         | Capitaine              | Commandant            | Commandant           | Commandant            | Amiral             | Amiral             |
| Surnom         | Enseigne                          | Enseigne                           | Loufiat                | Corvettard            | Frégaton             | Cap de veau           |                    |                    |

|                | Militaires du rang | Militaires du rang | Militaires du rang        | Militaires du rang         | Officiers mariniers subalternes | Officiers mariniers subalternes | Officiers mariniers supérieurs | Officiers mariniers supérieurs |
| -------------- | ------------------ | ------------------ | ------------------------- | -------------------------- | ------------------------------- | ------------------------------- | ------------------------------ | ------------------------------ |
| Code OTAN      | OR-1               | OR-2               | OR-3                      | OR-4                       | OR-5                            | OR-6                            | OR-8                           | OR-9                           |
| Patte d'épaule | Pas d'insigne      |                    |                           |                            |                                 |                                 |                                |                                |
| Grade          | Matelot            | Matelot 1re classe | Quartier-Maître 2e classe | Quartier-Maître 1re classe | Second maître                   | Maître                          | Premier maître                 | Maître principal               |
| Abréviation    |                    | MOT                | QM2                       | QM1                        | SM                              | MT                              | PM                             | MP                             |
| Appellation    | Matelot            | Matelot            | Quartier-Maître           | Quartier-Maître            | Second-maître                   | Maître                          | Premier maître                 | Maître principal               |
| Surnom         | Mousse             |                    | Crabe                     | Chouf                      | Chef                            | Patron                          | PM ou Patron                   | Cipal                          |

## Gendarmerie nationale
Au Sénégal, les grades et appellations de la gendarmerie nationale sont ceux de la hiérarchie militaire générale et sont identiques à ceux de l'Armée de terre. Les tableaux suivants présentent l'évolution des différents grades, des militaires du rang jusqu'aux Officiers généraux. Le personnel de la gendarmerie comprend un corps d'officiers, un corps de sous-officiers, des élèves-officiers de gendarmerie, des élèves-gendarmes servant sous le présent statut ainsi que des gendarmes-auxiliaires.
|                | Officiers subalternes | Officiers subalternes | Officiers subalternes | Officiers supérieurs | Officiers supérieurs | Officiers supérieurs | Officiers généraux | Officiers généraux  | Officiers généraux       |
| -------------- | --------------------- | --------------------- | --------------------- | -------------------- | -------------------- | -------------------- | ------------------ | ------------------- | ------------------------ |
| Code OTAN      | OF-1                  | OF-1                  | OF-2                  | OF-3                 | OF-4                 | OF-5                 | OF-6               | OF-7                | OF-8                     |
| Patte d'épaule |                       |                       |                       |                      |                      |                      |                    |                     |                          |
| Grade          | Sous-lieutenant       | Lieutenant            | Capitaine             | Commandant           | Lieutenant-colonel   | Colonel              | Général de brigade | Général de division | Général de corps d'armée |
| Abréviation    | SLT                   | LTT                   | CNE                   | CDT                  | LCL                  | COL                  | GBA                | GDA                 | GCA                      |
| Appellation    | Mon lieutenant        | Mon lieutenant        | Mon capitaine         | Mon commandant       | Mon colonel          | Mon colonel          | Mon général        | Mon général         | Mon général              |

|                | Militaires du rang | Sous-officiers subalternes | Sous-officiers subalternes | Sous-officiers supérieurs | Sous-officiers supérieurs | Sous-officiers supérieurs |
| -------------- | ------------------ | -------------------------- | -------------------------- | ------------------------- | ------------------------- | ------------------------- |
| Code OTAN      | OR-2               | OR-5                       | OR-6                       | OR-8                      | OR-9                      | OR-9                      |
| Patte d'épaule |                    |                            |                            |                           |                           |                           |
| Grade          | Gendarme           | Maréchal des logis         | Maréchal des logis-chef    | Adjudant                  | Adjudant-chef             | Adjudant-major            |
| Abréviation    | GA1                | MDL                        | MDC                        | ADJ                       | ADC                       | MAJ                       |
| Appellation    | Première classe    | Maréchal des logis         | Chef                       | Mon adjudant              | Mon adjudant-chef         | Major                     |